# Ceyhan (rzeka)
Ceyhan (też: Pyramus, gr. Πύραμος, Jihun) – rzeka w Turcji, w Anatolii. Jej długość wynosi 509 km, a powierzchnia zlewni 22 300 km².
Źródła rzeki znajdują się w górach Nurhak w górach Taurus. Przepływa m.in. przez Elbistan, przedmieścia Kahramanmaraş i miasto Ceyhan. Uchodzi do Zatoki İskenderun Morza Śródziemnego na Nizinie Cylicyjskiej, gdzie tworzy rozległą deltę wraz z rzeką Seyhan.
Na Ceyhan znajduje się dziesięć zapór:
- Aslantaş (wybudowana w 1984)
- Menzelet (1989)
- Sır (1991)
- Berke (1999)
- Suçatı (2000)
- Kılavuzlu (2001)
- Ayvalı (2006)
- Kandil (2013)
- Sarıgüzel (2013)
- Adatepe (2013)